# Jose Ferreira Thedim

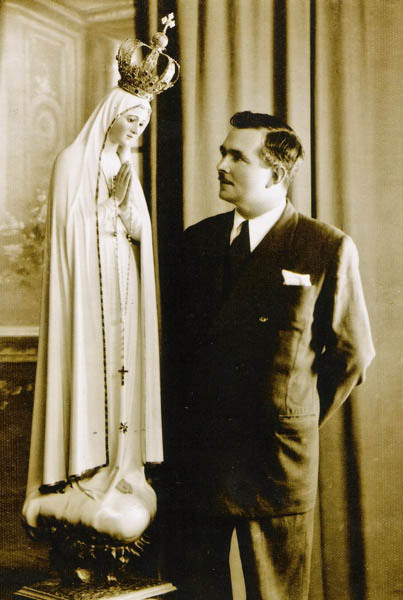
Jose Ferreira Thedim (1947)

Jose Ferreira Thedim (* 17. September 1892 in São Mamede de Coronado, Gemeinde Trofa, Distrikt Porto, Portugal; † 1971 ebendort) war ein portugiesischer Bildhauer, dessen Madonnen-Figur in Fátima weltbekannt wurde.

## Leben
Jose Ferreira Thedim entstammte einer Bildhauerfamilie. Er wohnte sein Leben lang in der Umgebung von Porto und Trofa. Er hatte drei Söhne und acht Töchter, viele seiner Kinder starben früh. Sein Bruder Guilherme Ferreira Thedim war ebenfalls Bildhauer. 1971 starb Thedim im Alter von 79 Jahren.

## Werke

### Marienstatue in Fatima
Die Marienstatue Nossa Senhora de Fatima entstand 1920 nach dem Wunsch des vermögenden und vormals ungläubigen Geschäftsmannes Gilberto Fernandes dos Santos aus Torres Novas, der seine Bekehrung zum katholischen Glauben zum Anlass nahm, die Statue bauen zu lassen. Jose Ferreira Thedims Bruder half bei der Herstellung der Figur.
Zusammen mit der letzten lebenden Seherin der drei Seher von Fatima, Lucia dos Santos, erarbeitete Thedim das Aussehen der Statue. In seinem Heimatort war seine Werkstatt fortan als Casa Thedim bekannt. Dort musste kontemplative Ruhe herrschen, wenn er an religiösen Skulpturen arbeitete.
Das Holz für die Statue stammte aus Brasilien, Brasilholz aus den Bundesstaaten São Paulo, Paraná und Santa Catarina.
Die Krone stammte nicht von Thedim, sondern von zwölf Schmuckkünstlern aus Portugal und des Juweliers Leitão e Irmãos, der bedeutendsten, damals schon über zweihundert Jahre existierenden Juweliere Portugals, die die Edelsteine kostenlos zur Verfügung stellten. Die Künstler der Krone wollten diese kostenlos zur Ehre Gottes und Mariens erstellen. Sie ist 1200 Gramm schwer und umfasst 2679 Edelsteine unterschiedlichster Art. 1946 wurde sie durch den päpstlichen Legaten Aloisi Kardinal Masella der Statue aufgesetzt. 1989 wurde dort eine Kugel des Attentats auf Papst Johannes Paul II. eingearbeitet.
1946 erstellte er eine Kopie als „Reisemadonna“, die durch die ganze Welt reisen sollte, den Geist von Maria und Fátima überallhin verbreitend. 1947 wurde sie auf Weltreise geschickt, kam u. a. nach Kanada, nach Buffalo, Rochester und Bowmansville, nach Madrid und Badajoz und 1984, 2000 und 2013 nach Rom.
Bisher standen vier Päpste vor der Statue in Fatima: Papst Paul VI., Papst Johannes Paul II., Papst Benedikt XVI. und Papst Franziskus.

### Weitere Werke (Auswahl)
Zahlreiche Kirchen verfügen über Skulpturen und Figuren von Jose Ferreira Thedim:
- In Bowmansville steht in der katholischen Ortskirche eine Marien- und Jesusstatue
- Für ein heute aufgelöstes Karmelitinnen-Kloster in New York City schuf er eine Maria mit Jesuskind, die sich heute in einer anderen Kirche in den USA befindet. Die Madonna wurde durch Francis Kardinal Spellman gesegnet.
- Marienstatue in der Kirche Sankt Barbara in Forst (Baden-Württemberg, Deutschland)
- Marienstatue in der Kirche Sant’Antonio dei Portoghesi im römischen Stadtteil Campo Marzio

## Auszeichnungen
Für seine Arbeit an der Marienmadonna erhielt er den Päpstlichen Titel Kommandant des Heiligen Stuhls mit dem Kreuz Pro Ecclesia et Pontifice 1931 durch Papst Pius XI. verliehen.